# Lijst van voetbalinterlands Macau - Taiwan
Deze lijst van voetbalinterlands is een overzicht van alle officiële voetbalwedstrijden tussen de nationale teams van Macau en Taiwan (Chinees Taipei). De landen hebben tot op heden elf keer tegen elkaar gespeeld. De eerste ontmoeting, een kwalificatiewedstrijd voor de Azië Cup 1992 was op 7 juni 1992 in Pyongyang (Noord-Korea). De laatste confrontatie, een kwalificatiewedstrijd voor de Oost-Azië Cup 2017, vond plaats op 4 juli 2016 in Dededo (Guam).

## Wedstrijden
| №  | Plaats    | Datum             | Competitie                      | Wedstrijd              | Uitslag |
| -- | --------- | ----------------- | ------------------------------- | ---------------------- | ------- |
| 1  | Pyongyang | 7 juni 1992       | Azië Cup 1992 kwalificatie      | Macau – Chinees Taipei | 2 – 0   |
| 2  | Hongkong  | 2 maart 2003      | Oost-Azië Cup 2003 kwalificatie | Macau – Chinees Taipei | 1 – 2   |
| 3  | Taipei    | 23 november 2003  | WK 2006 kwalificatie            | Chinees Taipei – Macau | 3 – 0   |
| 4  | Macau     | 29 november 2003  | WK 2006 kwalificatie            | Macau – Chinees Taipei | 1 – 3   |
| 5  | Macau     | 9 augustus 2006   | Vriendschappelijk               | Macau – Chinees Taipei | 0 – 1   |
| 6  | Macau     | 24 juni 2007      | Oost-Azië Cup 2008 kwalificatie | Macau – Chinees Taipei | 2 – 7   |
| 7  | Kaohsiung | 9 oktober 2010    | Vriendschappelijk               | Chinees Taipei - Macau | 7 – 1   |
| 8  | Kaohsiung | 30 september 2011 | Vriendschappelijk               | Chinees Taipei – Macau | 3 – 0   |
| 9  | Manilla   | 25 september 2012 | Vriendschappelijk               | Chinees Taipei − Macau | 2 − 2   |
| 10 | Taipei    | 9 oktober 2015    | Vriendschappelijk               | Chinees Taipei − Macau | 5 − 1   |
| 11 | Dededo    | 4 juli 2016       | Oost-Azië Cup 2017 kwalificatie | Chinees Taipei − Macau | 3 − 2   |

## Samenvatting
| Competitie                 | Totaal gespeeld | Winst Macau | Gelijk | Winst Chinees Taipei | Doelsaldo Macau – Chinees Taipei |
| -------------------------- | --------------- | ----------- | ------ | -------------------- | -------------------------------- |
| WK-kwalificatie            | 2               | 0           | 0      | 2                    | 1 − 6                            |
| Azië Cup-kwalificatie      | 1               | 1           | 0      | 0                    | 2 − 0                            |
| Oost-Azië Cup-kwalificatie | 3               | 0           | 0      | 3                    | 5 − 12                           |
| Vriendschappelijk          | 5               | 0           | 1      | 4                    | 4 − 18                           |
| Totaal                     | 11              | 1           | 1      | 9                    | 12 − 36                          |

AFM · 
A-internationals · 
Macaus vrouwenelftal
1980 – 1989 · 
1990 – 1999 · 
2000 – 2009 · 
2010 – 2019 ·
2020 − 2029
Bangladesh ·
Bhutan ·
Brunei ·
Cambodja ·
China ·
Filipijnen ·
Guam ·
Hongkong ·
India ·
Irak ·
Japan ·
Kazachstan ·
Kirgizië ·
Koeweit ·
Laos ·
Maleisië ·
Mauritius ·
Mongolië ·
Myanmar ·
Nepal ·
Noord-Korea ·
Oman ·
Pakistan ·
Salomonseilanden ·
Saoedi-Arabië ·
Singapore ·
Sri Lanka ·
Tadzjikistan ·
Taiwan ·
Thailand ·
Vietnam ·
Zuid-Korea
CTFA ·
Bondscoaches ·
vrouwenvoetbalelftal ·
Topscorers
Afghanistan ·
Australië ·
Bahrein ·
Bangladesh ·
Brunei ·
Cambodja ·
Fiji ·
Filipijnen ·
Grenada ·
Guam ·
Hongkong ·
India ·
Indonesië ·
Irak ·
Iran ·
Israël ·
Japan ·
Jordanië ·
Kenia ·
Kirgizië ·
Koeweit ·
Laos ·
Macau ·
Maleisië ·
Mongolië ·
Myanmar ·
Nepal ·
Nieuw-Zeeland ·
Noord-Korea ·
Oezbekistan ·
Oman ·
Oost-Timor ·
Pakistan ·
Palestina ·
Panama ·
Saint Kitts en Nevis ·
Salomonseilanden ·
Saoedi-Arabië ·
Singapore ·
Sri Lanka ·
Syrië ·
Thailand ·
Trinidad en Tobago ·
Turkmenistan ·
Vietnam ·
Zuid-Korea ·
Zuid-Vietnam